# Ромодановский, Константин Олегович
Константи́н Оле́гович Ромода́новский (31 октября 1956, Москва, СССР — 18 октября 2024, Москва) — советский и российский деятель органов государственной безопасности, внутренних дел и миграционной службы, российский государственный деятель. Начальник Главного управления (департамента) собственной безопасности МВД России с мая 2001 по июль 2005. Директор Федеральной миграционной службы Российской Федерации с 20 июля 2005 по апрель 2016 (с 2013 по 2016 в ранге федерального министра). Генерал-полковник милиции (2007). Действительный государственный советник Российской Федерации 1-го класса (2014). Кандидат юридических наук (2004).

## Биография
Родился 31 октября 1956 года в Москве в семье врачей, что определило выбор его первой профессии. В 1980 году окончил 1-й Московский медицинский институт по специальности «лечебное дело» и пришёл на работу в НИИ судебной медицины. Трудовую деятельность Ромодановский начал патологоанатомом в одном из московских моргов. Как вспоминал Ромодановский, «я быстро научился вскрывать трупы и работать с судебными материалами». Опробовав себя в качестве прозектора, Ромодановский заинтересовался судебной медициной и устроился на стажировку у дежурного эксперта в управлении Московского уголовного розыска. В интервью газете «Известия» Ромодановский рассказывал, что в МУРе познакомился с практикантами из Высшей школы КГБ, вдохновился романтикой профессии и загорелся идеей работать в органах госбезопасности. По его словам, он несколько раз обращался в приёмную КГБ, прежде чем у него приняли документы. После прохождения всех проверок, Ромодановский был направлен на Высшие курсы КГБ в Минске (ныне — Институт национальной безопасности Республики Беларусь).

## Государственная служба

### КГБ и ФСБ
После окончания Высших курсов КГБ в 1983 году Ромодановский был направлен на службу в Пятое управление КГБ СССР (по идеологической работе), в 1988—1989 был переведён на борьбу с организованной преступностью. В 1992 году Ромодановский поступил на службу в новообразованную Службу собственной безопасности Министерства безопасности Российской Федерации, продолжал работу в ходе реорганизации министерства сперва в Федеральную службу контрразведки, а затем в Федеральную службу безопасности, и в 2000 году назначен на должность первого заместителя начальника Управления собственной безопасности ФСБ России. В период работы в ФСБ среди сослуживцев имел прозвище «Сапог».

### УСБ МВД
В мае 2001 Ромодановский был назначен начальником Главного управления собственной безопасности МВД России (впоследствии в 2004 году реорганизованного в департамент). В годы службы в МВД России журналисты характеризовали Ромодановского как «независимый источник информации о положении дел в министерстве» для президента Владимира Путина. Известность Ромодановский приобрёл в ходе серии операций, направленных против сотрудников правоохранительных органов, вовлечённых в коррупцию и организованную преступность. Ромодановский раздавал прессе множество интервью о «непримиримой борьбе с предателями в правоохранительных органах», вследствие чего получил в СМИ ироническое прозвище «совесть нашей милиции».
В 2001 году Ромодановский инициировал расследование в отношении помощника бывшего главы МВД Владимира Рушайло генерал-лейтенанта милиции А. Орлова, подозреваемого в вымогательстве взяток у предпринимателей. Орлов бежал из страны. В 2003 году в рамках операции Ромодановского были задержаны начальник Управления собственной безопасности Министерства чрезвычайных ситуаций России генерал-лейтенант В. Ганеев и группа старших офицеров МУРа, которым приписывались более 100 случаев вымогательства, фальсификации уголовных дел, торговли оружием и получения преступных доходов. В 2004 году департамент Ромодановского ликвидировал банду автоугонщиков из 100 человек, треть которой составляли сотрудники милиции. В 2005 году в рамках совместной операции ДСБ МВД и ФСБ был задержан весь личный состав 3-й оперативно-розыскной части Отдела уголовного розыска УВД по ЮАО города Москвы, сотрудник ФСБ и несколько гражданских лиц, также занимавшиеся угоном автомобилей.
В 2004 году Ромодановский защитил диссертацию на тему «Уголовная ответственность за разглашение сведений о мерах безопасности, применяемых в отношении судьи и участников уголовного процесса» и получил степень кандидата юридических наук.

### ФМС
В июле 2005 года Ромодановский был назначен главой Федеральной миграционной службы вместо Андрея Черненко, который вышел на пенсию по состоянию здоровья. В 2007 году он получил звание генерал-полковника милиции. С января 2008 года Ромодановский в статусе главы ФМС возглавлял советы Организации договора о коллективной безопасности и Содружества независимых государств по вопросам миграционной политики. В 2009 году Ромодановский также возглавил правительственную комиссию по миграционной политике, призванную координировать работу федеральных и региональных органов исполнительной власти в реализации единого подхода к работе с мигрантами. Весной 2012 года ФМС была выведена из подчинения МВД и переподчинена напрямую Правительству Российской Федерации, а в августе 2012 года указом президента В. В. Путина Ромодановский был переназначен главой ведомства в качестве гражданского лица. В 2013 году президентским указом Ромодановскому был присвоен ранг федерального министра, а в 2014 году — классный чин действительного государственного советника 1 класса.
Окончание службы Ромодановского в ФМС было связано с расформированием ведомства, проведённым по инициативе ряда высокопоставленных членов Совета безопасности РФ в марте—апреле 2016 года. Решение было принято на заседании Совбеза, накануне которого силами ФСБ был за контрабанду элитного алкоголя задержан петербургский предприниматель, крупный господрядчик Дмитрий Михальченко, которого называли близким к Ромодановскому человеком, и который сотрудничал с ФМС в рамках государственно-частного партнёрства в сфере организации работы паспортно-визовых центров. Сама идея передачи МВД функций ФМС и Федеральной службы по контролю за оборотом наркотиков была впервые озвучена в начале 2015 года. По сведениям газеты РБК, за ликвидацию ведомств активно выступал главнокомандующий внутренних войск, первый заместитель министра внутренних дел Виктор Золотов, претендовавший на министерский портфель с расширенными полномочиями. Предложение о расформировании ФМС и ФСКН было озвучено 31 марта 2016 года, и уже 5 апреля Владимир Путин подписал соответствующий указ, что стало неожиданностью для Ромодановского и главы ФСКН Виктора Иванова. После «реформы» ни один из руководителей не перешёл в новообразованные подразделения МВД.
Комментаторы высказывали разные точки зрения на причины упразднения ФМС. Бывший пресс-секретарь Ромодановского Константин Полторанин говорил о недовольстве Владимира Путина коррупцией в ФМС. Замдиректора Ромодановского в 2006—2008 годах, а позднее президент фонда «Миграция XXI век» Вячеслав Поставнин указывал на утрату ФМС многих функций по работе с мигрантами, которые взяли на себя регионы страны. Альтернативный взгляд на реформу ФМС и ФСКН предложил глава фонда «Эффективная политика» Глеб Павловский, который счёл случившееся проявлением подхода президента Путина к управлению силовыми ведомствами, держа их в напряжении и провоцируя конкуренцию.
Расформирование ФМС также сопровождалось критикой эффективности расходования ведомством средств федерального бюджета. Интернет-издание Life сообщало о том, что на основании отчёта Счётной палаты в отношении ликвидируемого ведомства была инициирована прокурорская проверка, призванная определить законность предоставления сотрудникам ФМС субсидий для улучшения жилищных условий. Среди эпизодов проверки журналисты отдельно отмечали случай предоставления приказом Ромодановского единовременной социальной выплаты в 22 миллиона рублей для приобретения жилья площадью 90 м² сотруднице приёмной ФМС с выслугой более 16 лет, супругом и тремя детьми.

### Дальнейшая деятельность
Весной 2016 года, на фоне информации о выезде Ромодановского за границу, Управление общественных связей МВД сообщило журналистам, что не знает о местонахождении бывшего главы ФМС. Сам Ромодановский рассказал прессе по телефону, что живёт в посёлке «Лесные зори» Истринского района Московской области, испытывает проблемы со здоровьем, но ожидает нового назначения от Правительства России.
С 14 июня 2017 года — помощник полномочного представителя президента Российской Федерации в Центральном федеральном округе.
Ушёл с государственной службы в 2019 году. Возглавлял совет директоров страховой компании «Макс».
Скончался в ночь с 17 на 18 октября 2024 года в возрасте 67 лет в Москве, не дожив 13 дней до 68-летия. Причина смерти — последствия заражения гепатитом. Похоронен на Троекуровском кладбище.

## Оценки и критика
Журналист «Росбалта» Александр Желенин отмечал переориентацию паспортно-визовой службы на потребности граждан, открытость ведомства к диалогу с неправительственными и правозащитными организациями, появление эффективных механизмов учёта мигрантов и упрощение процессов регистрации и оформления документов, которые помогли ФМС существенно снизить число нелегальных гастарбайтеров. В числе следствий работы ФМС под управлением Ромодановского журналисты также называли оздоровление ситуации на российском рынке труда и обеспечение антитеррористической безопасности в стране благодаря контролю за прибывающими в Россию иностранцами
Миграционная политика, проводимая Ромодановским и его ведомством, нередко становилась объектом критики. C 2005 года за ФМС тянулась череда скандалов: взятки начальников паспортных столов, коррупционные закупки для нужд ФМС через фирмы-однодневки, множество «резиновых» домов и квартир по всей России, где незаконно регистрировались сотни человек. Паспортистки и их начальники из ФМС на взятках получили несколько миллионов рублей. Так, председатель Наблюдательного совета Института демографии, миграции и регионального развития Юрий Крупнов обвинил Ромодановского в «неадекватности миграционной политики». С критикой миграционной политики ФМС выступали специалисты в области рынка труда, заявлявшие, что бесконтрольный приток экономических мигрантов, превышающий потребность экономики в них, приводит к конкуренции с гражданами РФ за рабочие места.

## Личная жизнь
Ромодановский был женат, его супруга — врач-стоматолог.
Старший сын Ромодановского Алексей окончил Академию экономической безопасности МВД и занялся бизнесом в сфере информационных технологий. Средний сын Сергей до ноября 2023 года возглавлял Следственное управление по Северо-Западному административному округу Москвы. В 2008 году у Ромодановского родился третий сын.
Хобби Ромодановского — спорт. Он рассказывал журналистам, что в прошлом профессионально плавал, а в последнее время больше увлекается водным поло и футболом. Во время службы в УСБ МВД Ромодановский также был президентом хоккейного клуба ведомства, и в этом качестве оказывал поддержку развитию хоккея в регионах страны. В благодарность за общественную деятельность в мае 2015 года он был удостоен звания почётного гражданина Твери.
Занимался благотворительностью: оказывал помощь в восстановлении монастыря, в котором, по его словам, захоронены 15 членов семьи Ромодановских (включая 9 князей). Впрочем, к княжескому роду Ромодановских, пресекшемуся в 1730 году, отношения не имел.

## Награды и звания
- Генерал-полковник милиции
- Действительный государственный советник Российской Федерации 1 класса
- Орден «За заслуги перед Отечеством» III степени.
- Орден «За заслуги перед Отечеством» IV степени.
- Орден Александра Невского[30].
- Орден Мужества.
- Орден Почёта.
- Медаль ордена «За заслуги перед Отечеством» II степени.
- Орден «Содружество» (26 ноября 2015 года, Межпарламентская ассамблея СНГ) — за активное участие в деятельности Межпарламентской Ассамблеи и её органов, вклад в укрепление дружбы между народами государств — участников Содружества Независимых Государств[31].
- Медаль «За вклад в создание Евразийского экономического союза» II степени (8 мая 2015 года)[32].
- Грамота Содружества Независимых Государств (3 сентября 2011 года) — за активную работу по укреплению и развитию Содружества Независимых Государств[33].
- Почётная грамота Правительства Кыргызской Республики (8 мая 2009 года) — в знак признания особых заслуг перед Кыргызской Республикой[34]